# County of Two Hills No. 21
Das County of Two Hills No. 21 ist einer der 63 „municipal districts“ in Alberta, Kanada. Der Verwaltungsbezirk gehört zur Census Division 10 und ist Teil der Region Zentral-Alberta. Der Bezirk als solches wurde, durch die Zusammenlegung anderer Verwaltungsbezirke, zum 1. Januar 1944 eingerichtet (incorporated als „Municipal District of Eagle No. 515“) und hat seinen Verwaltungssitz in der Kleinstadt Two Hills.
Der Verwaltungsbezirk ist für die kommunale Selbstverwaltung in den ländlichen Gebieten sowie den nicht rechtsfähigen Gemeinden, wie Dörfern und Weilern und Ähnlichem, zuständig. Für die Verwaltung der Kleinstädte in seinen Gebietsgrenzen ist er nicht zuständig.

## Lage
Der „Municipal District“ liegt im zentralen Osten der kanadischen Provinz Alberta, circa 100 km östlich von Edmonton. Der Bezirk wird im südlichen Teil in einem großen Bogen vom Vermilion River durchflossen, während im nördlichen Teil der North Saskatchewan River in einem großen Bogen den Bezirk durchquert und dabei abschnittsweise auch die Grenze zu den Nachbarbezirken markiert. Einer der Provincial Parks in Alberta befindet sich nicht im Bezirk.
Die Hauptverkehrsachsen des Bezirks sind die in Ost-West-Richtung verlaufenden Alberta Highway 29 und Alberta Highway 45 sowie die in Nord-Süd-Richtung verlaufenden Alberta Highway 36 und Alberta Highway 41. Eine Eisenbahnstrecke verläuft nicht durch den Bezirk.
| Smoky Lake County |                                             | County of St. Paul No. 19 |
| Lamont County     | Kompassrose, die auf Nachbargemeinden zeigt | County of Vermilion River |
|                   | County of Minburn No. 27                    |                           |

## Bevölkerung
| Jahr | Erhebung          | Einwohner | Änderung | Fläche (km²) | Bev.-dichte (EW/km²) |
| ---- | ----------------- | --------- | -------- | ------------ | -------------------- |
| 2016 | Volkszählung 2016 | 3322      | + 5,1 %  | 2637,18      | 1,3                  |
| 2011 | Volkszählung 2011 | 3160      | + 8,3 %  | 2631,33      | 1,2                  |

## Gemeinden und Ortschaften
Folgende Gemeinden liegen innerhalb der Grenzen des Verwaltungsbezirks:
- Stadt (City): keine
- Kleinstadt (Town): Two Hills
- Dorf (Village): Myrnam
- Weiler (Hamlet): Beauvallon, Brosseau, Derwent, Duvernay, Hairy Hill, Morecambe, Musidora, Willingdon

Außerdem bestehen noch weitere, noch kleinere Ansiedlungen und Einzelgehöfte. Weiterhin liegen im Bezirk auch mehrere Kolonien der Hutterer. Diese Kolonien haben eine dorfähnliche Struktur und in der Regel 100 bis 150 Einwohnern.